# 庫卡克火山

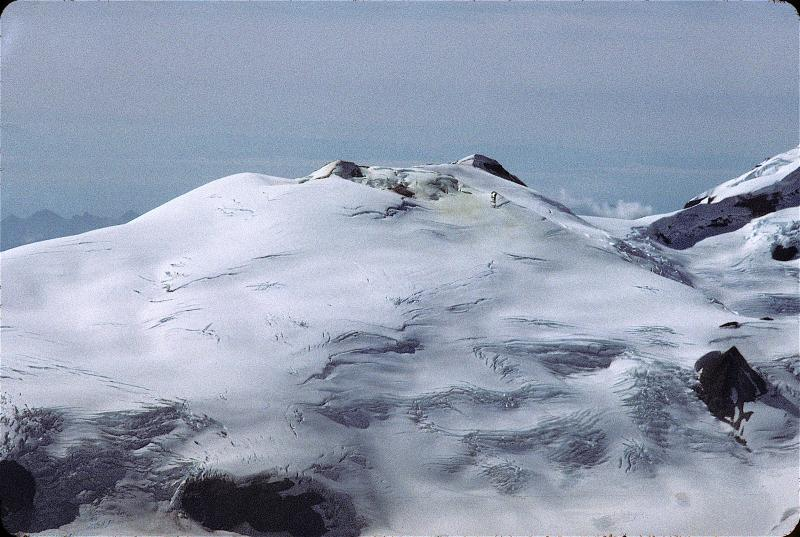

庫卡克火山是美國的火山，位於阿拉斯加半島，由阿拉斯加州負責管轄，海拔高度2,043米，該火山在過去10,000年沒有噴發的記錄，但南部的火山噴氣孔依然活躍。